# Slavonice
Slavonice (deutsch Zlabings) ist eine Stadt im Südwesten Mährens in Tschechien. Dieses Gebiet wird auch Česká Kanada genannt. Slavonice liegt an der Grenze zu Österreich am Slavonický potok in etwa 512 m ü. M. Auf 4572 Hektar leben 2701 Einwohner. Zum südlich gelegenen Nachbarort Waldkirchen an der Thaya in Niederösterreich besteht eine Straßenverbindung.

## Geschichte

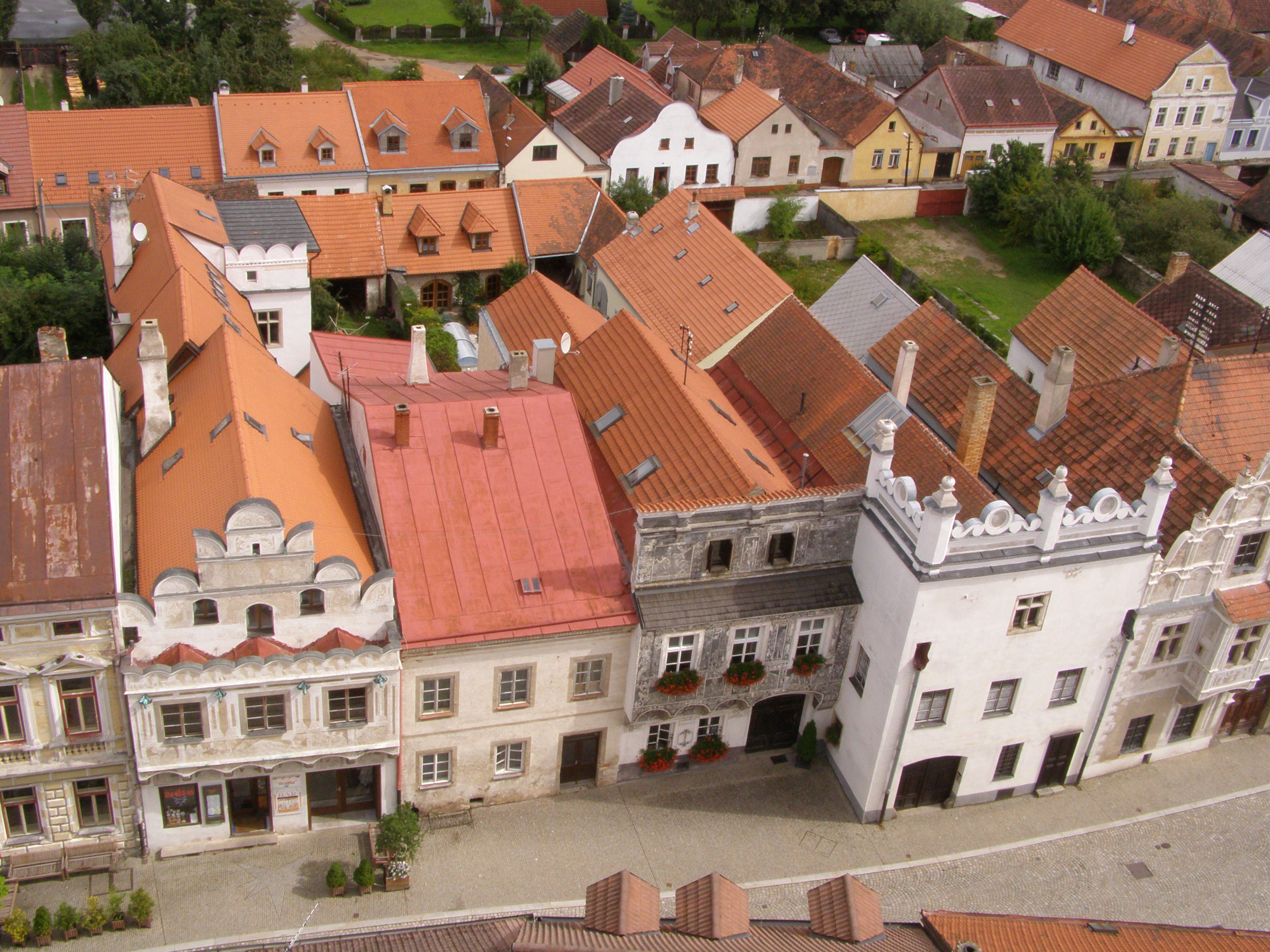
Dächer am Marktplatz von Slavonice

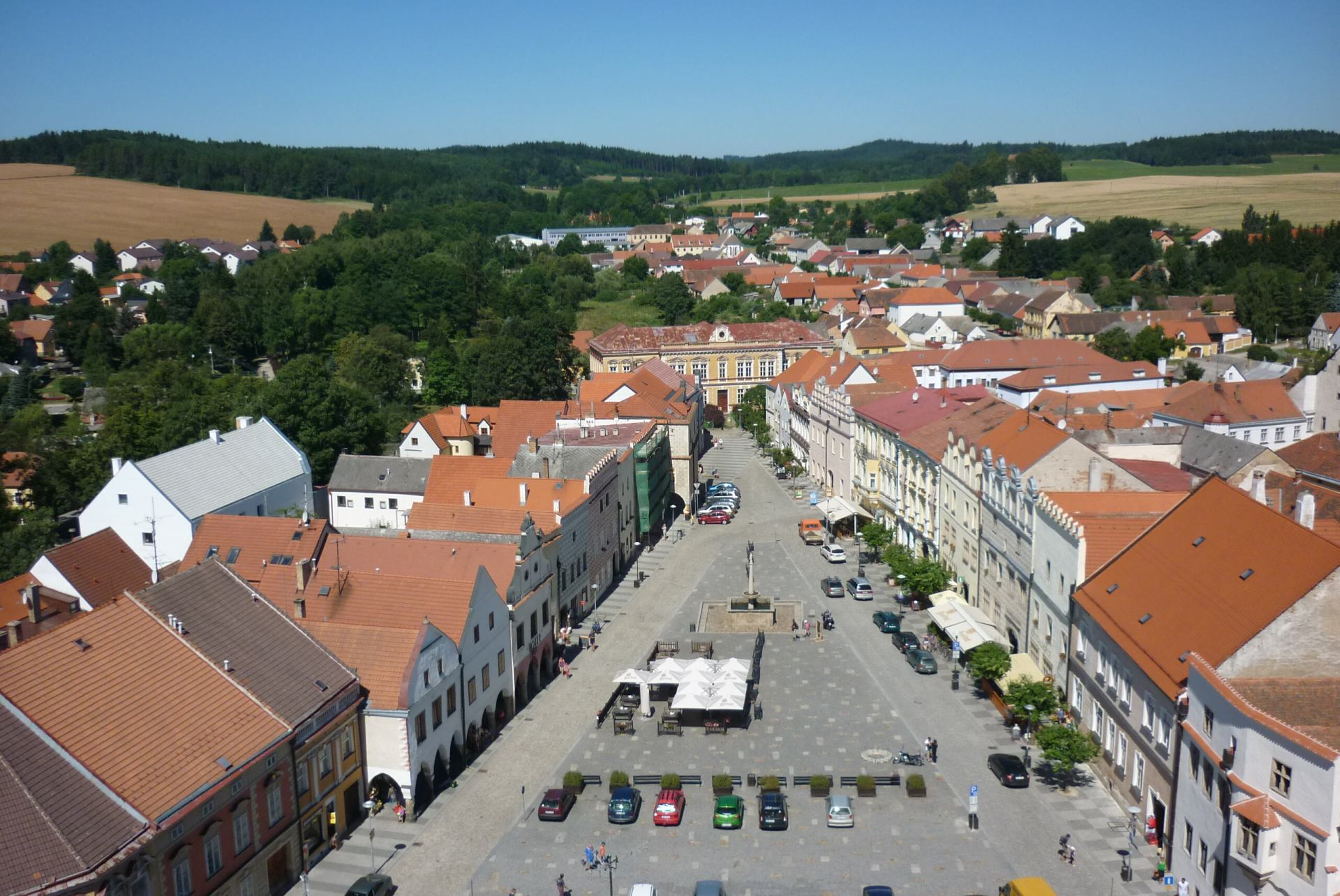
Marktplatz

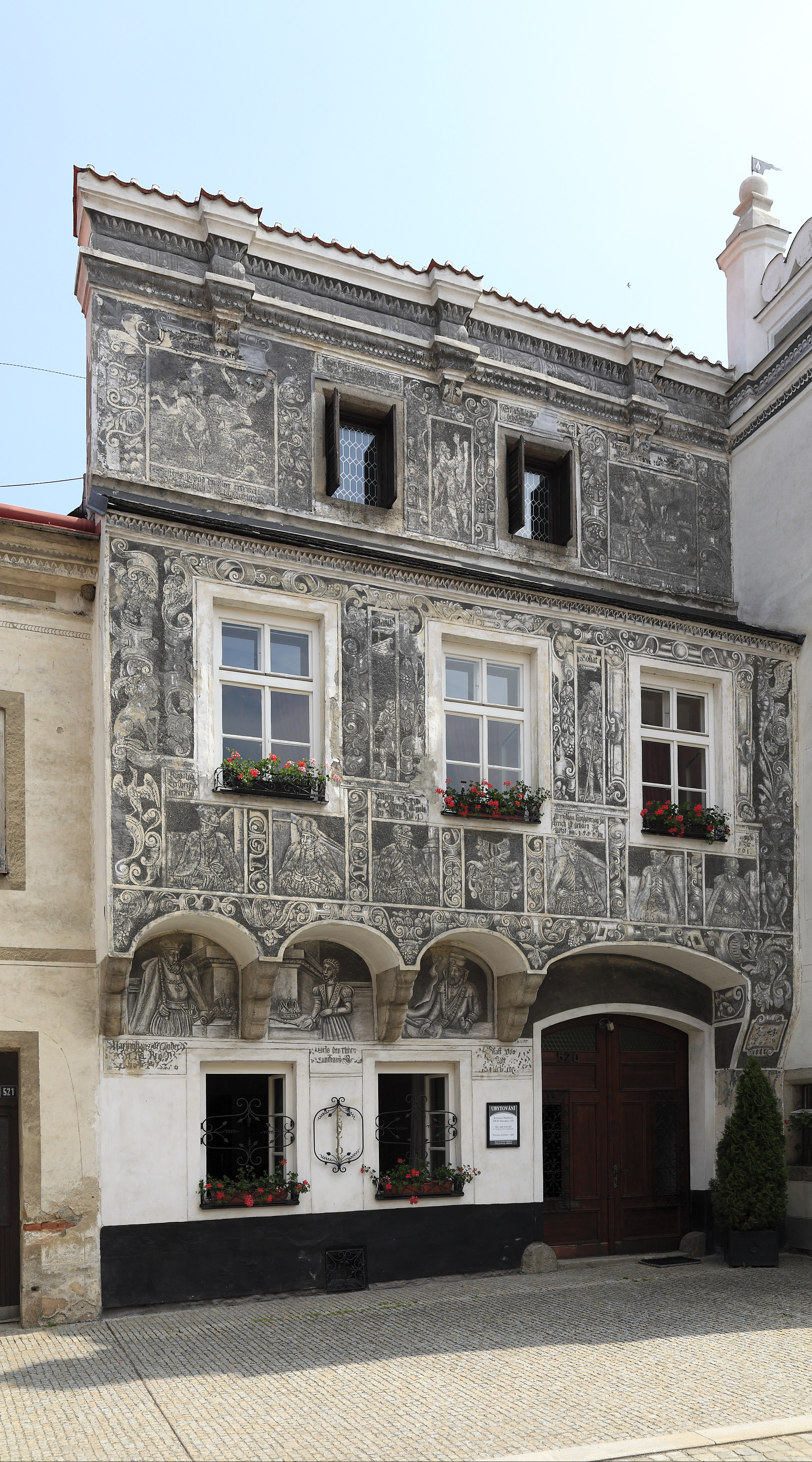
Ein Renaissancehaus

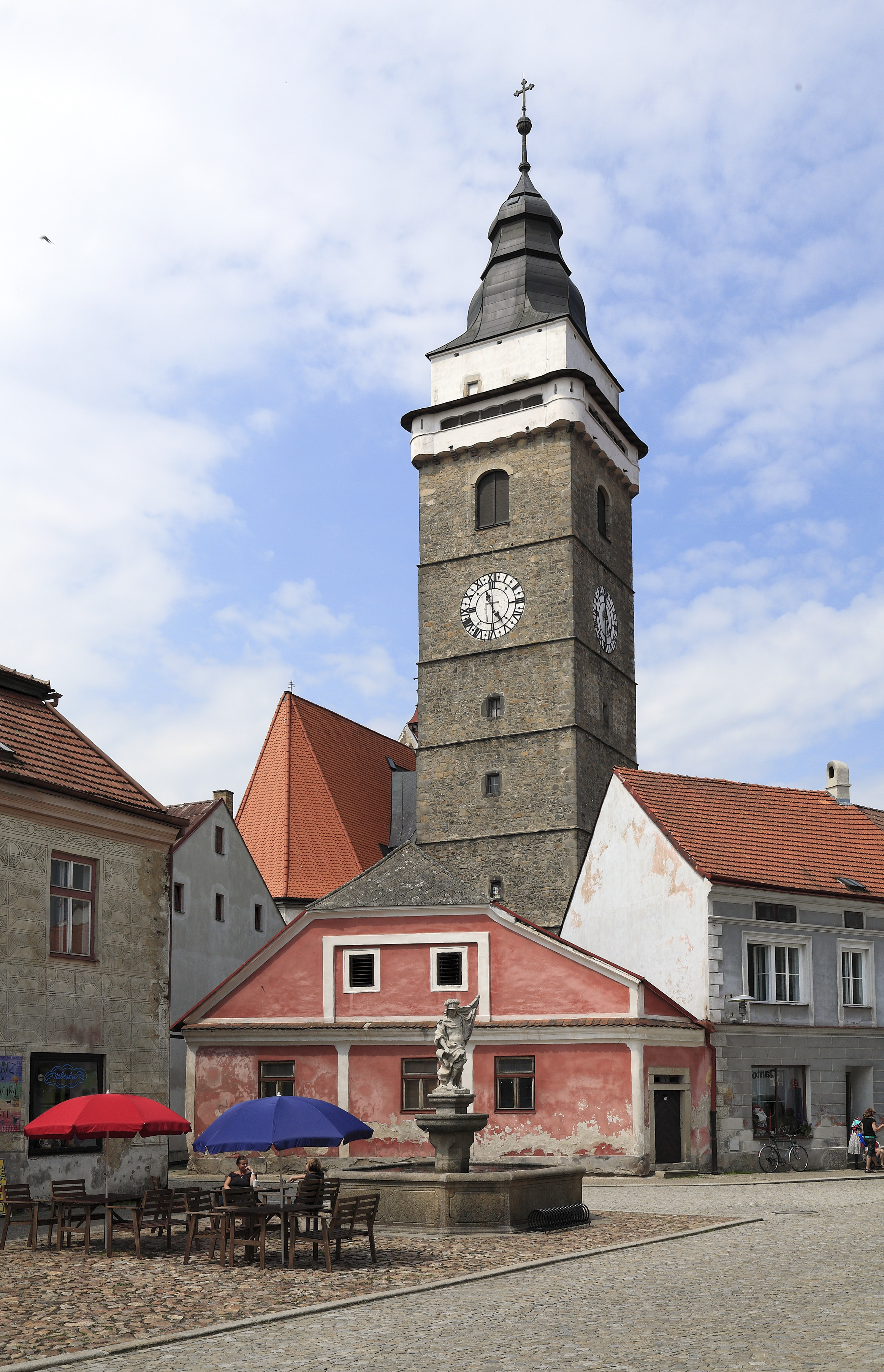
Kirche Mariä Himmelfahrt

Die Gründung der Stadt erfolgte etwa im 12. Jahrhundert, die erste schriftliche Erwähnung stammt aus dem Jahr 1260. Ursprünglich handelte es sich um ein Marktdorf, das den Herren von Neuhaus gehörte. Der Ort entwickelte sich langsam zu einer befestigten Stadt. Im 13. Jahrhundert entstand ein unterirdisches Entwässerungssystem, das gleichzeitig der Verteidigung diente. Den größten Einfluss auf den Ort hatte das 14. Jahrhundert, in welchem es die Stadtrechte erhielt. Zu dieser Zeit wurden auch die für die Stadt typischen Gebäude um den Marktplatz erbaut. Diese bürgerlichen Häuser waren an länglichen Parzellen erstellt, mit engen Höfen, deren hinterer Teil aus Wirtschaftsgebäuden bestand. Zahlreiche Häuser wurden durch die hier ansässige Bauwerkstatt unter Leopold Esterreicher mit kunstvollen Kreuzrippengewölben (Diamantgewölben) ausgestattet, in einer Qualität künstlerischer Ausführung, wie sie, für bürgerliche Häuser in Europa, sonst kaum zu finden ist. Eine von Leopold Esterreicher signierte Ausführung dieser Werke findet sich z. B. im Haus Nr. 25 aus dem Jahre 1550. Im Jahr 1423 wurde Zlabings erfolglos von den Hussiten belagert. Im Dreißigjährigen Krieg wurde Zlabings 1645 von den Schweden erobert und verwüstet.
Nach dem Ersten Weltkrieg kam Zlabings, das 1910 zu 99 % deutschsprachig war, zur neu gegründeten Tschechoslowakei. Am 18. November 1918 übernahm eine Abteilung des tschechischen Infanterieregiments 81 aus Iglau die Stadt. Der Besetzung ging ein längeres Feuergefecht mit der deutschen Volkswehr voraus. In der Zwischenkriegszeit führten staatliche Maßnahmen zum Zuzug tschechischer Bewohner, deren Anteil zwischen den Volkszählungen 1910 und 1930 von 0,4 % auf über 14 % stieg. Mit dem Münchner Abkommen wurde die Tschechoslowakei 1938 gezwungen, die von der deutschsprachigen Bevölkerung bewohnten Randgebiete an das Deutsche Reich abzutreten. Die Stadt wurde dem Kreis Waidhofen an der Thaya zugeordnet. Nach dem Zweiten Weltkrieg wurden die deutsche Bevölkerung der Stadt über die Grenze nach Österreich vertrieben. Zum Großteil wurden die in Österreich befindlichen Zlabingser, in Übereinstimmung mit den Überführungs-Zielen der Alliierten, nach Deutschland weiter transferiert. Der an der österreichischen Grenze südwestlich von Maříž gelegene Ortsteil Léštnice (Lexnitz) wurde 1950 aufgelassen.

## Sehenswürdigkeiten
Das historische Stadtzentrum wurde 1961 zum  städtischen Denkmalreservat erklärt.
- Kirche der Himmelfahrt der Jungfrau Maria (1503–1549), das barocke Dach stammt aus dem Jahr 1750.
- Hausfassaden aus der Gotik und der Renaissance mit ornamentalen und manchmal figuralen Sgraffiti.
- Eine Spezialität in der Geschichte der Gewölbe bilden die Diamantgewölbe bzw. Zellengewölbe in Bürgerhäusern.
- Lutheranisches Oratorium mit apokalyptischen Fresken (Haus Nr. 517).
- Weitverzweigtes unterirdisches Kellersystem.
- Wallfahrtskirche vor der Stadt, Fronleichnamskirche (auch Heiliggeistkirche genannt).
- ehemalige Synagoge, erbaut 1894/95

## Verkehr

### Eisenbahn
Slavonice verfügt mit der Strecke der ehemaligen Lokalbahn Wolframs–Teltsch über einen Bahnanschluss Richtung Kostelec u Jihlavy und ist dort mit dem Bahnnetz der Tschechischen Republik verbunden. Die Strecke ist in Betrieb, es besteht Reise- und Güterverkehr. Diese Strecke endet in Slavonice.

#### Bahnverbindung mit Österreich: der Kampf um die Thayatalbahn
Die bestehende Thayatalbahn nach Österreich, die über Waidhofen an der Thaya nach Schwarzenau führt, wurde 1903 eröffnet. Die Wiederinbetriebnahme dieser Anbindung wurde mehrmals zugesagt und die Inangriffnahme der erforderlichen Arbeiten in Aussicht gestellt. Die Revitalisierung der Bahnstrecke ist im niederösterreichischen Landesverkehrskonzept von 1991, 1997 und 2001 mit höchster Priorität vorgesehen. Die faktische Entwicklung steht diametral zu den Konzepten und zu den sogenannten politischen Bekenntnissen: Im Dezember 2010 wurde der Personenverkehr zwischen Schwarzenau und Waidhofen/Thaya eingestellt – damit ist nun ein weiterer Verfall der Infrastruktur entlang der bestehenden Gleisanlagen eingeleitet.
Von Bedeutung ist dieses Vorhaben aus mehrfacher Hinsicht:
- Für den Kulturtourismus in Slavonice ist eine Erreichbarkeit per Bahn von Prag und von Wien interessant für die relevanten Zielgruppen
- Für den Personennahverkehr per Bahn wird Durchgängigkeit geschaffen
- Zum LKW-Transit durch die sensible Erholungsregion wird eine Alternative bereitgestellt
- Ansässige Betriebe erhalten Bahnanschlüsse mit Anbindung an verschiedene Transportrouten

Eine ausführliche Darstellung der Gesamtsituation erfolgte 2008 in einer durch den Verein Neue Thayatalbahn in Auftrag gegebene Faktenstudie.
Dazu gab es in Niederösterreich eine – teilweise sehr emotional geführte – Diskussion, ob die Strecke wieder in Betrieb genommen oder durch einen Radweg auf oder neben den Gleisen ersetzt werden soll. Interessant war dabei auch die Diskussion um eine kombinierte Errichtung beider Projekte, Radweg und Bahnverbindung. Trotz aller gegenteiliger Bemühungen kommt es schrittweise zum Abbau der Bahntrasse. Aktuelle Entwicklungen werden von den Verfechtern der Erhaltung weiterhin dokumentiert, eine Neuorganisation von regionalen Verkehrsakteuren erfolgt im Verkehrsforum Waldviertel als Nachfolgeorganisation des Vereins Neue Thayatalbahn – zu Beginn 2014 wird das Anliegen verfolgt, den Transit-Schwerverkehr wieder auf die Schiene zu bringen.

## Kunst, Handwerk und Kultur
Nach der Öffnung des Eisernen Vorhanges entwickelten sich in Slavonice und den umliegenden Gemeinden Aktivitäten von Künstlern, Handwerkern und Kulturschaffenden. Diese siedelten sich hier seit den 1990er Jahren an, um den Raum für kreative Ideen zu nutzen.
Ein Kristallisationspunkt war die Künstlergruppe Divadlo Sklep aus Prag. Sowohl die Gründung der Keramikmanufaktur in Maříž als auch die Künstlergaststätte Besídka gehen auf diese zurück.
Eine wichtige Rolle spielen die Galerien sowie eine Reihe von Manufakturen und kleinen Geschäften, welche mit ihren Ausstellungen und Schauräumen das künstlerische Schaffen in der Umgebung präsentieren. Dabei sind die Werke namhafter Künstler ebenso zu finden wie die Produktionen kleiner Manufakturen sowie kunstschaffender Einzelpersonen und Familien.

## Bevölkerungsentwicklung
| Volkszählung | Einwohner gesamt | Volkszugehörigkeit der Einwohner | Volkszugehörigkeit der Einwohner | Volkszugehörigkeit der Einwohner |
| Jahr         | Einwohner gesamt | Deutsche                         | Tschechen                        | Andere                           |
| ------------ | ---------------- | -------------------------------- | -------------------------------- | -------------------------------- |
| 1880         | 2.662            | 2.654                            | 8                                | 0                                |
| 1890         | 2.544            | 2.514                            | 14                               | 16                               |
| 1900         | 2.553            | 2.503                            | 27                               | 23                               |
| 1910         | 2.601            | 2.571                            | 11                               | 19                               |
| 1921         | 2.324            | 1.832                            | 294                              | 198                              |
| 1930         | 2.288            | 1.817                            | 323                              | 148                              |
| 1950         | 2.047            |                                  |                                  |                                  |
| 1970         | 2.300            |                                  |                                  |                                  |
| 1982         | 2.412            |                                  |                                  |                                  |
| 1991         | 2.609            |                                  |                                  |                                  |
| 2001         | 2.735            |                                  |                                  |                                  |
| 2011         | 2.556            |                                  |                                  |                                  |

## Gemeindegliederung
Die Stadt Slavonice besteht aus den Ortsteilen Kadolec (Kadolz), Maříž (Maires), Mutišov (Muttischen), Rubašov (Rubaschhof), Slavonice, Stálkov (Stallek) und Vlastkovec (Laskes). Zu Slavonice gehören die Wüstungen Léštnice (Lexnitz) und Nový Stálkov (Neu Stallek). Grundsiedlungseinheiten sind Dolní Bolíkov-Rubašov, Kadolec, Léštnice, Maříž, Mutišov, Slavonice, Stálkov und Vlastkovec.
Das Gemeindegebiet gliedert sich in die Katastralbezirke Dolní Bolíkov-Rubašov, Kadolec u Slavonic, Léštnice, Maříž, Mutišov, Slavonice, Stálkov und Vlastkovec.

## Sagen aus der Stadt
- De kloan Zwergaln im Spiatzaling
- Die feurig'n Männlein[13][14]

## Persönlichkeiten
- Johannes Schrein († 1524), Abt des Stiftes Kremsmünster
- Hieronymus Oesterreicher (1790–1854), Augustiner-Chorherr, Autor theologischer Schriften
- Franz Josef Pabisch (1825–1879), Priester, Kirchenhistoriker, Direktor des Priesterseminars in Cincinnati
- Josef Steindl (1852–1932), Pädagoge und Bildhauer
- Leopold Tomschik (1903–1944), Techniker. Widerstandskämpfer gegen den Nationalsozialismus. In der Nacht vor seiner Hinrichtung beging Tomschik Suizid.
- Josef Janota (1911–1994), deutscher Politiker (GB/BHE, GDP, SPD)
- Ernst Klement (1914–2002), deutscher Hammerwurf-Trainer
- Hubert Frank (* 1925), österreichischer Regisseur
- Anna Fárová (1928–2010), tschechische Kunsthistorikerin, Herausgeberin von Monographien und Fotoliteratur, Unterzeichnerin der Charta 77
- Wolfgang Znaimer (1933–2017), deutscher Kalligraph, Kulturpreisträger
- Abbé Libansky (* 1952), tschechischer Fotograf, Künstler und Chronist, geboren in Prag, lebt in Wien und Slavonice, Betreiber der Galerie MASNA in Slavonice, Unterzeichner der Charta 77